# São Geraldo da Piedade
São Geraldo da Piedade är en kommun i Brasilien.   Den ligger i delstaten Minas Gerais, i den sydöstra delen av landet, 700 km sydost om huvudstaden Brasília. Antalet invånare är 4 389.
Omgivningarna runt São Geraldo da Piedade är huvudsakligen savann. Runt São Geraldo da Piedade är det glesbefolkat, med 19 invånare per kvadratkilometer.